# Size In The Park
Size In The Park är ett musikfestivalkoncept av Steve Angello och som bedrivits sedan 2012. 

## Festivalplatser
- 2012 New York, Central Park
- 2013 Glasgow, Queen's Park
- 2013 New York, Central Park
- 2014 Stockholm, Kungsträdgården

## Artister som uppträtt
- 2012 Steve Angello , AN21 & Max Vangeli , Sunnery James & Ryan Marciano , Third Party (New York)
- 2013 Steve Angello , AN21 & Max Vangeli , Third Party , Tim Mason , Qulinez , Wayne & Woods (Glasgow)
- 2013 Steve Angello , AN21 & Max Vangeli , Sunnery James & Ryan Marciano , Arno Cost , Third Party , Tim Mason , Trent Cantrelle (New York)
- 2014 Steve Angello , AN21 , Third Party , Qulinez , Dimitri Vangelis & Wyman.